# 51 d'Eridà b
51 d'Eridà b (51 Eridani b) és un planeta extrasolar «similar a Júpiter» que orbita al voltant del jove estel 51 Eridani, en la constel·lació d'Eridà. La seva ubicació està a uns 100 anys llum de distància, i té aproximadament 20 milions d'anys. El seu descobriment va ser anunciat el 14 agost del 2015, però es va realitzar el desembre del 2014 per un equip d'investigadors, liderats pel professor de la Universitat Stanford (Estats Units), Bruce Macintosh.